# Volkov
Volkov (Russisch: Во́лков), of Volkova (vrouwelijk; Во́лкова), is een Russische achternaam. De naam is afgeleid van Russisch волк (volk,  betekenis "wolf"). Andere schrijfwijzen zijn Wolkow/Wolkowa, Wolkov en Volkoff.

## Bekende naamdragers

### Volkov
- Aleksandr Volkov (ruimtevaarder)
- Aleksandr Volkov (tennisser)
- Aleksej Volkov,  Russisch biatleet
- Ilja Volkov, Wit-Russische zanger
- Oleksandr Volkov,  basketbalspeler uit Oekraïne
- Sergej Volkov (freestyleskiër)
- Sergej Volkov (ruimtevaarder)
- Sergej Volkov (schaker)
- Solomon Volkov,  Russisch-Amerikaans journalist, schrijver en musicoloog
- Valeri Volkov,  ruiter uit de Sovjet-Unie
- Vladimir Volkov, Montenegrijns voetballer
- Vladislav Volkov, Russisch  kosmonaut

### Volkova
- Jekaterina Volkova, Russische atlete
- Jelena Volkova, Russisch basketbalspeelster
- Joelia Volkova, Russisch zangeres
- Olga Volkova (freestyleskiester)